# Lexmond
Lexmond is een dorp in de gemeente Vijfheerenlanden in de provincie Utrecht. Het dorp is ontstaan aan de mond van de Laak, een riviertje dat rond 1000 de Zederik verbond met de Lek. Het woord Lexmond betekent dan ook monding van de Laak en niet zozeer monding van de Lek. Tot 1986 was Lexmond een zelfstandige gemeente.
Het dorp had in 2023 ongeveer 2.970 inwoners en ongeveer 1100 woningen. Het buitengebied is in gebruik voor de veehouderij en de fruitteelt.

## Historie

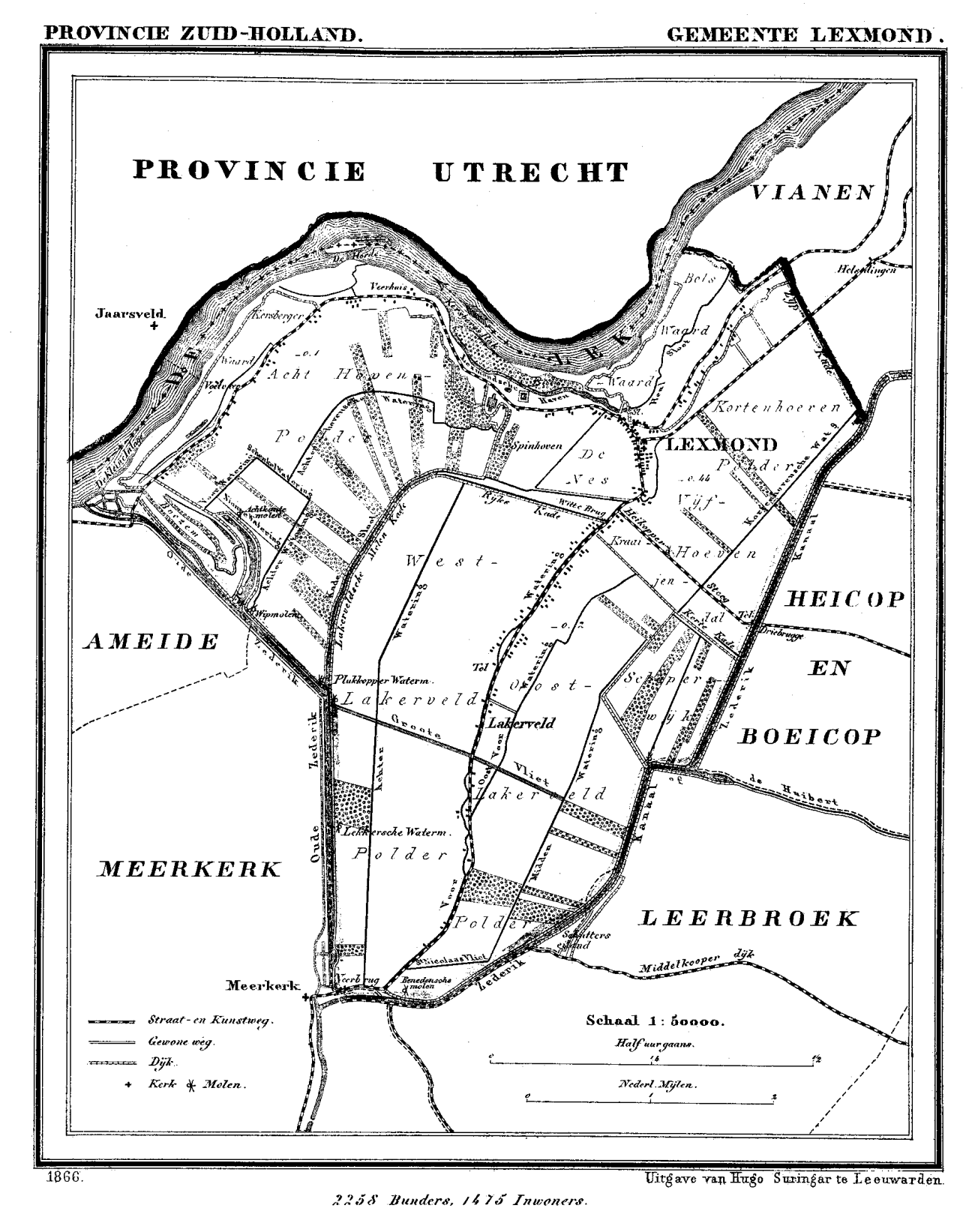
Lexmond in 1866

Lexmond is ontstaan in de oostzijde van het uitgestrekte Hollandveen, op de plaats waar het veenstroompje de Laak in de rivier de Lek uitmondde. De plaats wordt voor het eerst genoemd in de kronieken van Jacob van Maerlant. Het gebied viel onder het bestuur van de jurisdictie van de Utrechtse kapittels De Dom en Oudmunster. De Middeleeuwse schrijver Melis Stoke beschrijft de verwoesting in 1132 van de versterking bij Lexmond, en waarschijnlijk het daarbij gelegen dorp door Floris de Zwarte. Tevens beschrijft hij het platbranden in 1237 van de oorspronkelijke vroeg-12e-eeuwse kerk. In de tweede helft van de 12e of begin van de 13e eeuw verplaatste de Lek haar loop en spoelde Lexmond weg. Iets zuidelijker werden de kerk en het dorp herbouwd. Het dorp groeide en annexeerde de buurtschappen Kortenhoeven in het oosten en Achthoven in het westen; die beide gebieden waren reeds voor 1108 ontgonnen. 
Lexmond maakte deel uit van de heerlijkheid Vianen, die ook in het bezit is geweest van het geslacht Van Brederode. Een bastaardtak was de familie Van Brederode van Bolswaert, die de uiterwaard Bolswaard bij Lexmond bezat en zich hiernaar noemde. Op deze waard bezaten ze ook een huis, genaamd De Bol. In de directe nabijheid van dit huis werd later de versterkte hoeve De Speltenborch gebouwd; ook deze was vernoemd naar de eerste eigenaar, die eveneens een bastaardzoon van Hendrik van Brederode was: Dirk Hendriksz van Speltenborch.
In de tweede helft van de 14e eeuw werd buitendijks het versterkte huis Killestein gebouwd, dat in de eerste helft van de negentiende eeuw werd afgebroken. De fundaties bevinden zich nog in de grond en het gebied is archeologisch beschermd. 
De gemeente Lexmond werd in 1811 uitgebreid met de buurtschap Lakerveld. Na de gemeentelijke herindeling van 1 januari 1986 behoorden Lexmond en haar buurtschappen bij de gemeente Zederik, die op 1 januari 2019 opging in de gemeente Vijfheerenlanden.

## Bezienswaardigheden

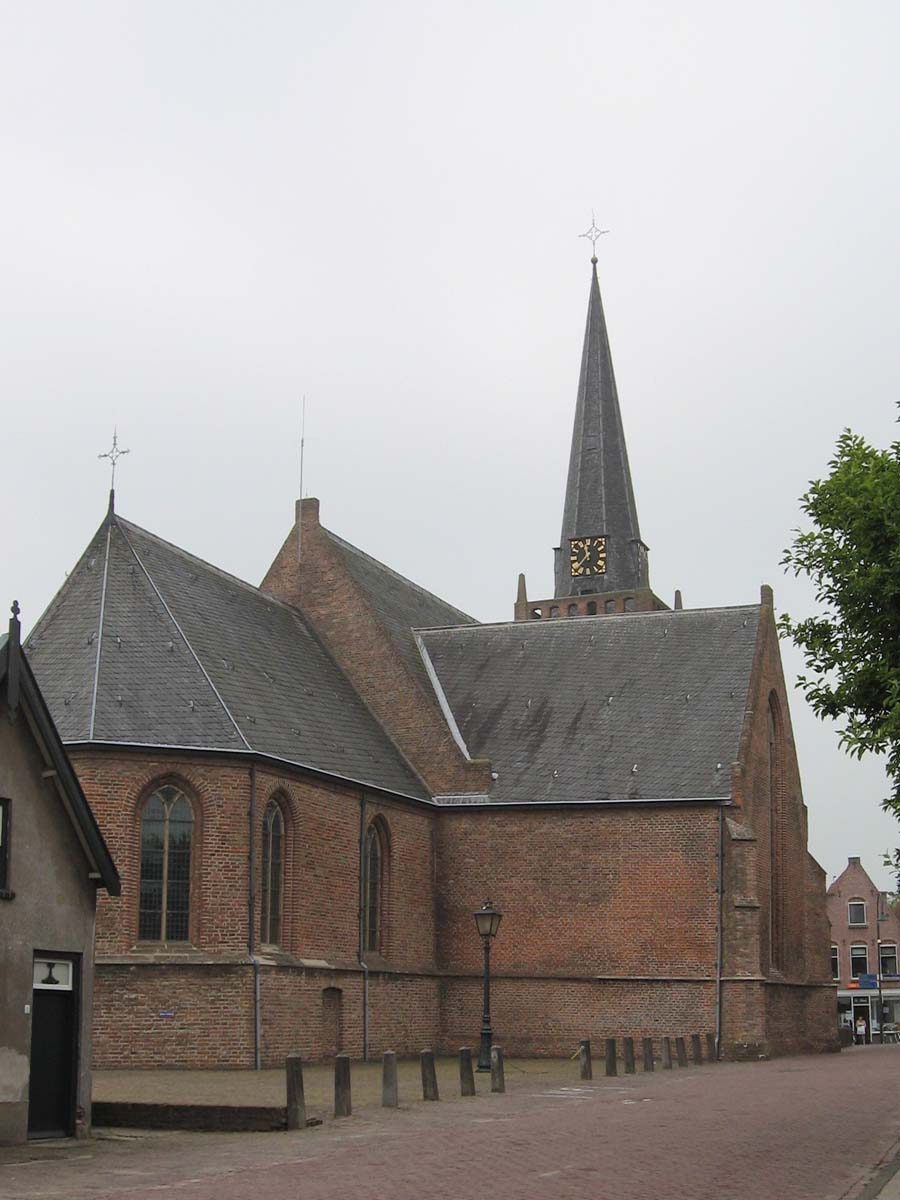
De hervormde kerk van Lexmond

Bezienswaardig is de hervormde kerk, een gotische kruiskerk met een toren uit de eerste helft van de 14e eeuw en schip en koor uit de tweede helft van de 14e eeuw. Het interieur bevat een Strumpfler-orgel uit de 18e eeuw. Tevens bevinden zich in de kerk het wapenbord van het schuttersgilde en een rouwbord van de heren van Brederode. In de kerk zijn grafzerken te vinden uit de 17e en 18e eeuw.
Even buiten het dorp bevindt zich de Bonkmolen, een grote wipmolen die vaak op zaterdag te bezichtigen is en die samen met de Vlietmolen op vrijwillige basis de polder Lakerveld bemaalt.

## Verkeer en vervoer
Lexmond ligt langs de A27 richting Gorinchem en Utrecht. Lexmond is bij automobilisten op de A27 bekend als de plek waar richting Gorinchem de file begint.
Wat het openbaar vervoer betreft wordt Lexmond bediend door lijnbussen van Qbuzz en U-OV. StreekBuzz 90 (Gelkenes - Ameide - Utrecht Centraal Jaarbeurszijde) verzorgt de verbinding via de Lekdijk naar Utrecht. Deze bus rijdt in de spits elk halfuur en daarbuiten in een uurdienst. Daarnaast rijden streekbus 81 (Meerkerk - Lexmond - Vianen Busstation Lekbrug) en snelBuzz 388 (Utrecht Centraal - Rotterdam Kralingse Zoom), deze lijnen bieden bij Meerkerk A27-N214 overstappen richting o.a. Gorinchem en Hoornaar. Daarnaast verzorgt U-OV het flexibel vervoer in het gebied: U-Flex Vijfheerenlanden.

## Sport en recreatie
Lexmond beschikt ook over een voetbalvereniging die VV Lekvogels heet. Deze voetbalvereniging speelt haar wedstrijden op het sportcomplex Het Bosch. Verder beschikt het dorp over een korfbal- en beachsportvereniging (LKV Het Bosch), tennisclub en een dans/gymnastiekvereniging.

## Schuttersgilde
Lexmond heeft samen met Hei- en Boeicop een eigen schuttersgilde. Het St. Martinus en St. Antonius Gilde, werd in 2005 heropgericht en was destijds het enige schuttersgilde in Zuid-Holland.